# Beneš-Mráz Be-50 Beta-Minor
Beneš-Mráz Be-50 Beta-Minor byl lehký sportovní letoun vyráběný v Československu v období krátce před druhou světovou válkou. Jednalo se o letadla konstrukce Ing. Pavla Beneše, vyráběná továrnou Ing. P. Beneš a Ing. J. Mráz v Chocni.

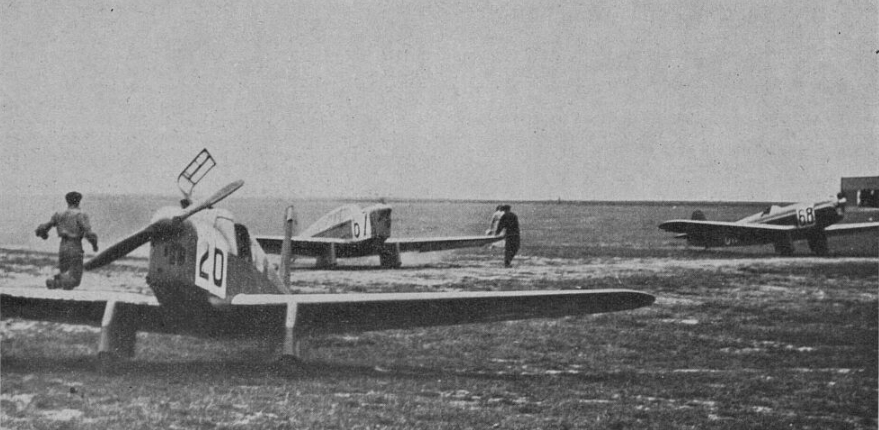
Beneš-Mráz Be-501 Bibi (st. č. 20), Be-502 Bibi (st. č. 67) a Be-50 Beta-Minor (st. č. 68) v Angers (1936)

## Vznik a vývoj
Cvičný a turistický letoun Be-50 Beta-Minor vznikl v roce 1935 jako druhý letoun, ve stejném období jako první stroj Be-60 Bestiola, vzešlý z čerstvě založené choceňské továrny. První prototyp vzlétl 31. srpna 1935, pilotován Josefem Koukalem, do leteckého rejstříku byl zanesen 13. září 1935 s imatrikulací OK-BEB. Druhý prototyp (Be-50.2) s několika úpravami byl zalétán 27. února 1936 (imatrikulace OK-BEF přidělena 2. května 1936). Již předtím, na podzim 1935 Ministerstvo veřejných prací (MVP) objednalo dodávku 15 strojů (Be-50.3-50.15). Druhá zakázka byla firmou provedena a expedována do konce května 1938. V tomto případě se jednalo o 26 letadel (Be-50.18-50.43).
Na typy této řady (Be-50, Be-51, Be-52 a Be-56) dále konstrukčně navázala řada zahájená strojem Beneš-Mráz Be-150 Beta-Junior (1936). Byly připraveny i projekty Be-54 Super Beta s motorem Walter Major 6, Be-55 pro létání bez vidu a Be-57 se zakrytou kabinou pro náročnou leteckou turistiku a rychlostní soutěže. Ani jeden z těchto projektů však nebyl realizován.
Letouny Be-50 byly populární v československých aeroklubech a získaly řadu ocenění a úspěchů v národních i mezinárodních soutěžích.

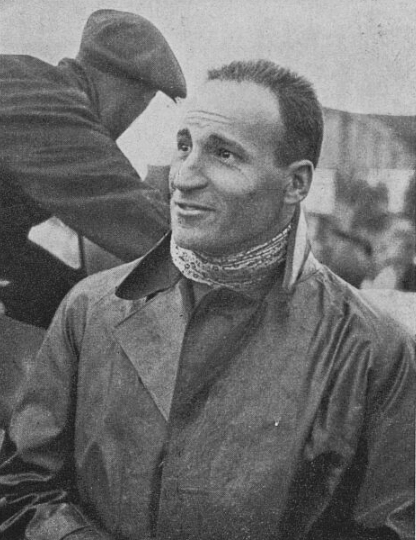
ppor. Ing. J. Hausman, pilot Be-50 v Angers (1936)

## Popis letounu
Be-50 Beta-Minor byl klasický, samonosný dolnoplošník dřevěné konstrukce, s tandemovými otevřenými kokpity a pevným záďovým podvozkem, poháněný čtyřválcovým řadovým motorem Walter Minor 4 s dvoulistou nestavitelnou dřevěnou vrtulí. Dřevěná kostra trupu byla potažena překližkou a pohyblivé části ocasních ploch plátnem. Trup byl plochý s typickým kalhotovým podvozkem. Samonosné křídlo bylo již vybaveno vztlakovými klapkami, což nebylo v polovině 30. let běžným jevem. Kryt motoru byl vyhotoven z hliníkových plechů.
Díky velmi krátkému startu a délce přistávací dráhy pro přistání patřil těmito parametry do kategorie letadel STOL. Letoun Be-50 vynikal výbornými letovými vlastnostmi, příznačná byla jeho směrová a výšková stabilita. Dokonce piloti prohlašovali, že v případě jakéhokoliv problému je nejlepší sundat ruce a nohy z ovládacích prvků a letoun si poradí sám.

## Použití

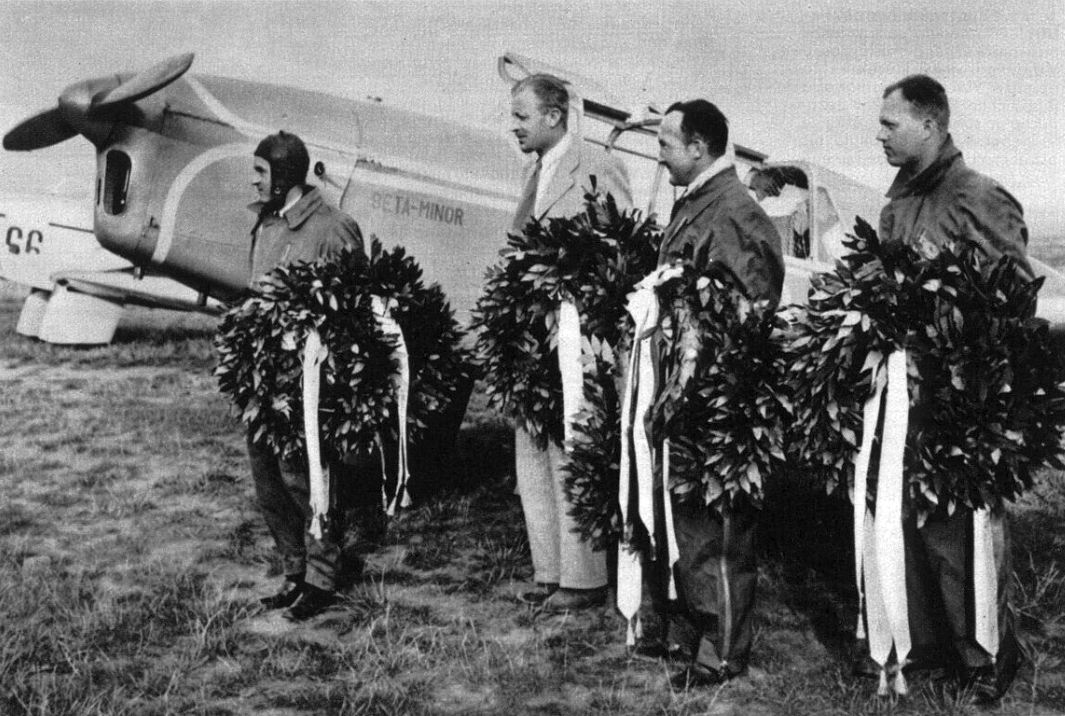
Beneš-Mráz Be-50 a Be-51 Beta-Minor vítězí v roce 1937 na Raduno del Littorio (při uvítání na pražském letišti zleva kpt. J. Polma, npor. Červenka, npor. Škop a por. Maláč)

Letouny Be-50 dosáhly několika úspěchů během leteckých soutěží. Již v září 1935 se letoun účastnil Národního letu ČSR, kde však skončil až na 12. místě. Prvním velkým, mezinárodním úspěchem byla účast na červencové soutěži pořádané Západním Aeroklubem ve Francii „Douze heures d’Angers“ („Dvanáct hodin města Angers“), která vlastně byla analogií automobilových, vytrvalostních závodů. Principem závodu bylo urazit na daném okruhu za 12 hodin co nejdelší traf. Účast jednomístné verze se zvětšenými palivovými nádržemi přinesla třetí místo ppor. ing. J. Hausmana v kategorii do 4 litrů objemu motoru. Vítězem závodu v kategorii do objemu 4 l se stala Be-502 Bibi pilotovaná mjr. Josefem Kallou. V celkové klasifikaci bez ohledu na kategorie byl mjr. gen. št. J. Kalla na druhém místě, ing. Hausman na místě pátém, pplk. Mareš (na Be-501 se 2 l motorem Walter Mikron) na místě šestém mezi 11 klasifikovanými.
Aeroklub RČS 8. července odpoledne uspořádal společně s továrnou Ing. P. Beneš & Ing. J. Mráz, A. S. Walter a Shell slavnostní uvítání vítězů mezinárodního závodu „Douze Heures d‘Angers“ na pražském letišti. Účastníky závodu pplk. Mareše, mjr. gšt. Kaliu, tov. Nováka a ppor. Ing. Hausmana uvítal za MNO plk. Vicherek, za továrnu Walter řed. Dr. Vítězslav Kumpera, za Choceňskou továrnu letadel řed. Ing. Beneš a tov. Ing. Mráz, za fu. Shell prok. Zdražil, za Aeroklub RČS uvítal vítěze vrch. řed. Ing. Stočes a řed. Ing. Husník a mnoho dalších přátel z obou rezortních ministerstev a z kruhů dopravního, vojenského i sportovního letectví. Účastníkům závodu předal Aeroklub RČS, továrna Walter a fa. Shell kytice a vavřínové věnce. Rovněž Choceňské továrně na letadla a továrně Walter předal Aeroklub RČS kytice se stuhami v upomínku na toto mezinárodní vítězství, a reprezentantům továren bylo zástupci ministerstev a korporací blahopřáno k tomuto úspěchu čsl.výrobků. Po tomto opravdu slavnostním uvítání odebrali se hosté s vítězi do klubového hangáru, kde tito v přátelském prostředí byli zahrnuti spoustou otázek a dotazů zástupci denního tisku.
Letadla Be-50 a B-51 dobyla ve dnech 22.-29. srpna 1937 na II. ročníku italské soutěže „Raduno del Littorio“ skvělého úspěchu: kpt. J. Polma s npor. Červenkou na kabinovém letadle Beta-Minor Be 51 se umístili se mezi 53 účastníky, kteří ze 76 startujících soutěž dokončili, ve své kategorii na 4. místě. Další letadla Beta-Minor Be 50 řízená npor. Škopem a por. Maláčem, Ing. Svobodou a J. Steinbaurem, řed. Ing. Polákem a Ing. Jílkem, získala jedenácté, třinácté a čtrnácté místo, ačkoliv v témže závodě musela další osádka Šlouf-Placák (OK-EAA) nouzově přistát na mořskou hladinu.
Téhož roku, v září 1937 v československém, III. ročníku Národního letu získaly Be-50 třetí (ing. Vlasák-Šilhan), čtvrté (Dr. Miklenda-ing. Polívka), šesté (Kotiba-Růžička) a sedmé umístění (Kluka-Martínek). Dalších sportovních úspěchů dosáhly Be-50 v mezinárodní rallye do Curychu a Paříže a v leteckém závodě státy Malé dohody v roce 1938, v němž Be-50 získala čtvrté místo v kategorii I.A a šesté v kategorii II.A.

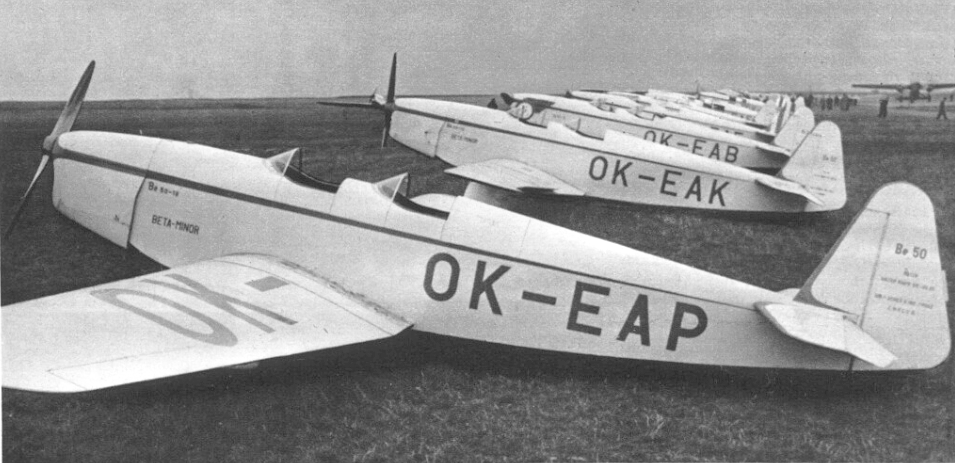
Letadla Beneš-Mráz Be-50 Beta-Minor na Národním letu (1937)

Typ také získal ve své kategorii (letounů s objemem motoru do 4 litrů) tři mezinárodní rekordy. Dva byly výškové, první z nich v hodnotě 5 603 m získala v listopadu 1937 osádka Červenka-Kučera na stroji imatrikulovaném OK-EAC, následovaný v únoru 1938 výstupem osádky Červenka-Záleská do výše 5 935 m. Tento rekord však byl o měsíc později překonán letounem Tatra T.101. V březnu 1938 pak osádka Kulhánek-Zelený dosáhla rychlostního rekordu na stokilometrové trati v hodnotě 196,635 km/h.
V rámci všeobecné mobilizace v roce 1938 byla většina československých civilních strojů z aeroklubů rekvírována ozbrojenými silami a v letectvu sloužily bez výzbroje v kurýrních letkách.
Po nacistické okupaci českých zemí byly letouny zabaveny Luftwaffe. Od března 1939 používala Luffwafe kolem 30 letounů Be-50. Používala je k výcviku v leteckých školách a také jako spojovací letadla. Další stroje byly předány Slovenskému státu.

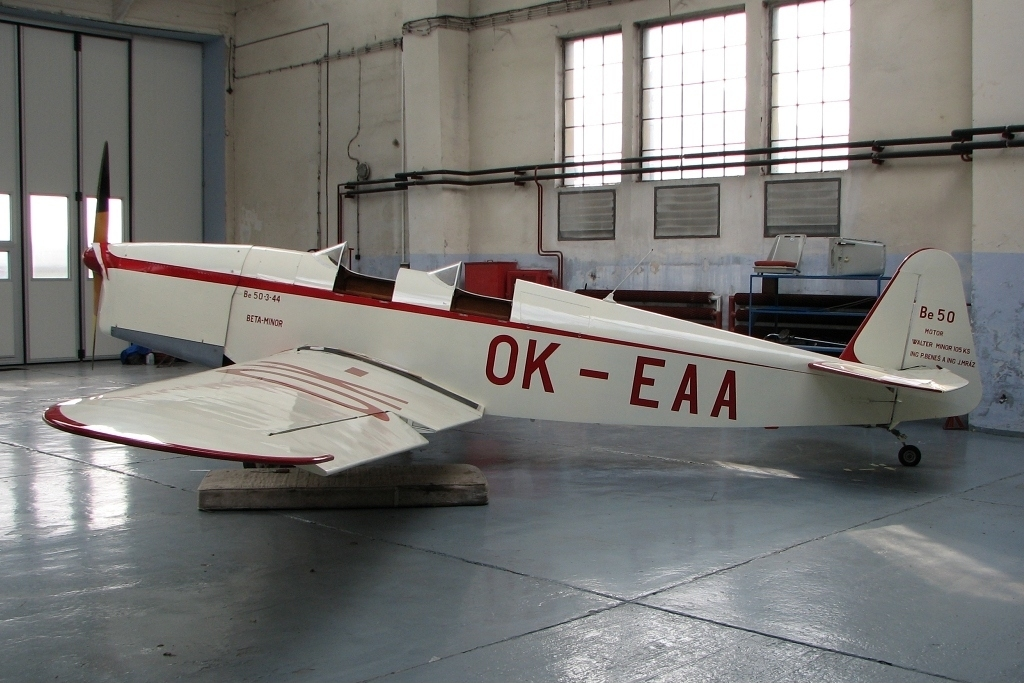
Beneš-Mráz Be-50, replika

## Replika
V roce 2015 vznikla ve spolupráci Jana Klabana, z Leteckého muzea Kbely a Vojenského historického ústavu replika Be-50, vycházející z původní výkresové dokumentace a při stavbě užívající stejné materiály a výrobní postupy jako původní letouny, ačkoliv některé originální součásti se nepodařilo získat. Poprvé byla vystavena při tradičním otevírání kbelského muzea v roce 2013. Poprvé vzlétla za pilotáže Jiřího Unzeitiga 22. května 2015 v Mladé Boleslavi, s imatrikulací OK-EAA. Tato imatrikulace původně patřila letounu výr. č. 3 zapsaném do rejstříku 14. května 1937. Stroj, jehož křest a vzlet se v Mladé Boleslavi uskutečnil, je i proto 44. strojem tohoto typu. Slavnostního křtu se zúčastnil jak Jan Klaban, tak ředitel Vojenského historického ústavu Aleš Knížek, vedoucí leteckého muzea Vladimír Handlík a náměstek středočeského hejtmana Karel Horčička. Poté také desítky přítomných mohly sledovat leteckou ukázku tohoto pozoruhodného letounu.
Dne 6. srpna 2016 při přistání na RWY 34 letiště Mladá Boleslav (LKMB) se letoun vlivem střihu větru těsně před dosednutím stal neovladatelným a tvrdě přistál. Pilot ani pasažér, jímž byl stavitel letadla, neutržili žádná zranění, a poškození letounu byla tak lehká, že umožňovala dojezd k hangáru. O dva roky později, 11. srpna 2018 se replika zřítila u Strunkovic nad Blanicí v okrese Prachatice během letové ukázky na leteckém dni. Stroj byl zničen a jeho pilot zahynul.

## Uživatelé
- Československo
  - Aeroklub RČs.
  - Československé letectvo
  - Četnické letecké hlídky
- Chorvatsko
  - Letectvo Nezávislého státu Chorvatsko
- Německá říše
  - Luftwaffe
- Slovensko
  - Slovenské vzdušné zbraně

## Specifikace
Údaje pro letouny řady Be-50 dle 

### Technické údaje
| Typ                             | Be-50   | Be-51   | Be-52   | Be-56   |
| ------------------------------- | ------- | ------- | ------- | ------- |
| Rok zavedení                    | 1935    | 1936    | 1936    | 1936    |
| Posádka                         | 2       | 2       | 2       | 1       |
| Rozpětí (m)                     | 12,16   | 11,42   | 10,66   | 10,66   |
| Délka (m)                       | 7,85    | 7,85    | 7,00    | 7,61    |
| Výška (m)                       | 1,95    | 1,81    |         |         |
| Nosná plocha (m2)               | 16,30   | 15,25   | 14,00   | 14,00   |
| Plošné zatížení (kg/m2)         | 44,8    | 49,8    | 58,6    | 50,7    |
| Hmotnost prázdného letounu (kg) | 460     | 480     | 550     | 530     |
| Vzletová hmotnost (kg)          | 730     | 760     | 820     | 710     |
| Typ motoru                      | Minor 4 | Minor 4 | Major 4 | Major 4 |
| maximální výkon motoru (kW)     | 70      | 70      | 95      | 95      |
| nominální výkon motoru (kW)     | 62      | 62      | 88      | 88      |

### Výkony
| Typ                            | Be-50         | Be-51        | Be-52         | Be-56         |
| ------------------------------ | ------------- | ------------ | ------------- | ------------- |
| Maximální rychlost (km/h)      | 195           | 205          | 235           | 240           |
| Cestovní rychlost (km/h)       | 170           | 180          | 200           | 210           |
| Dostup (m)                     | 5200          | 5000         | 5200          | 6600          |
| Čas výstupu (min) na výšku (m) | 22´ do 3000 m | 5´ do 1000 m | 16´ do 2000 m | 26´ do 5000 m |
| Dolet (km)                     | 750           | 800-1600     | 600           | 600           |